# Allhelgonaviken
Allhelgonaviken eller Baía de Todos-os-Santos är en bukt i Brasiliens östkust. Den ligger vid staden Salvador i delstaten Bahia, 1 100 km öster om huvudstaden Brasília. Största arean är 1 223 kvadratkilometer.
Viken, som troligen upptäcktes av Amerigo Vespucci, fick sitt namn av Cristóvão Jacques som anlände dit allhelgonadagen 1503. I maj 1624 anlände styrkor tillhörande Nederländska västindiska kompaniet till bukten och utkämpade ett slag mot de numerärt underlägsna försvararna. Tack vare överste Johan van Dorths krigslist lyckade holländarna inta Salvador och befäste staden och bukten som del av Nederländska Brasilien. En samlad portugisisk-spansk styrka återerövrade emellertid Salvador året därpå.